# Jean-Baptiste Payer
Jean-Baptiste Payer (* 3. Februar 1818 in Asfeld; † 5. September 1860 in Paris) war ein französischer Arzt, Geologe und Botaniker des 19. Jahrhunderts. Sein botanisches Autorenkürzel lautet „Payer“.

## Biografie
Payer studierte zunächst Rechtswissenschaften, anschließend wandte er sich den Naturwissenschaften zu. 1840 wurde er Professor der Geologie und Mineralogie in Rennes, 1844 übernahm er den Lehrstuhl für Botanik an der École normale supérieure in Paris. 1852 erlangte er den Grad eines Doktors der Medizin an der Universität von Paris; im selben Jahr wurde er zum Professor der Organographie der Pflanzen bestellt. 1854 wurde er als Mitglied in die französische Akademie der Wissenschaften aufgenommen.

## Werke
- De la Famille des Malvacées. 1852. Digitalisierte Ausgabe der Universitäts- und Landesbibliothek Düsseldorf
- Traité d’organogénie végétale comparée de la fleur (Paris, 1854–59, 2 vol. in-8, pl.).
- Éléments de botanique (Paris, 1857, in-12, fig.)
- Leçons sur les familles naturelles des plantes, 1re partie (Paris, 1872, in-12)
- Botanique cryptogamique, ou Histoire des familles naturelles des plantes infrieures (Paris, 1850, gr. in-8, fig.; 2e éd. par Baillon, Paris, 1860, gr. in-8, fig. online verfügbar)